# Al-Nabek
An-Nabek hoặc Al-Nabek (tiếng Ả Rập: النبك) là một thành phố của Syria thuộc chính quyền của Rif Dimashq và thủ đô của Qalamoun, nằm 81 kilômét (50 mi) về phía bắc Damascus và phía nam Homs. Nó có độ cao 1255 mét. Theo Cục Thống kê Trung ương Syria (CBS), An-Nabek có dân số 32.548 trong cuộc điều tra dân số năm 2004. Tu viện Saint Moses the Abyssinian (Deir Mar Musa al-Habashi) nằm dọc theo dãy núi chống Lebanon gần Nabek và có từ ít nhất thế kỷ thứ 6.
Vào giữa thế kỷ 19, dân số được ghi nhận bao gồm chủ yếu là người Hồi giáo Sunni, Công giáo Syriac và Công giáo Melkite. Vào giữa những năm 1940, 6.000 cư dân của nó được ghi nhận là người Hồi giáo Sunni.

## Lịch sử
An-Nabek đã được các nhà địa lý Ả Rập đề cập từ thế kỷ 12 đến 13 CE. Ibn Jubayr đã ghi lại rằng đó là một ngôi làng ở phía bắc Damascus "có nhiều nước chảy và những cánh đồng rộng lớn." Yaqut al-Hamawi đã viết vào năm 1225 rằng "là một ngôi làng tốt với những điều khoản tuyệt vời... Ở đây có một mùa xuân tò mò chạy lạnh vào mùa hè, và với làn nước trong vắt, tuyệt vời. Họ nói rằng nguồn của nó là tại Yabroud. "  Trong cuộc nội chiến ở Syria, thị trấn và khu vực xung quanh chịu ảnh hưởng của các chiến binh nổi dậy ở một khu vực tràn vào Lebanon. Túi này sau đó đã được thanh lý bởi quân đội Syria và Hezbollah trong cuộc tấn công Qalamoun (Tháng Bảy Tháng Tám 2017), với nhiều chiến binh nổi dậy đầu hàng quân đội chính phủ.

## Các địa danh
Deir Mar Musa al-Habashi, tu viện của Tu viện Saint Moses the Abyssinian, nằm phía trên thị trấn về phía đông.